# Monumentul lui Washington

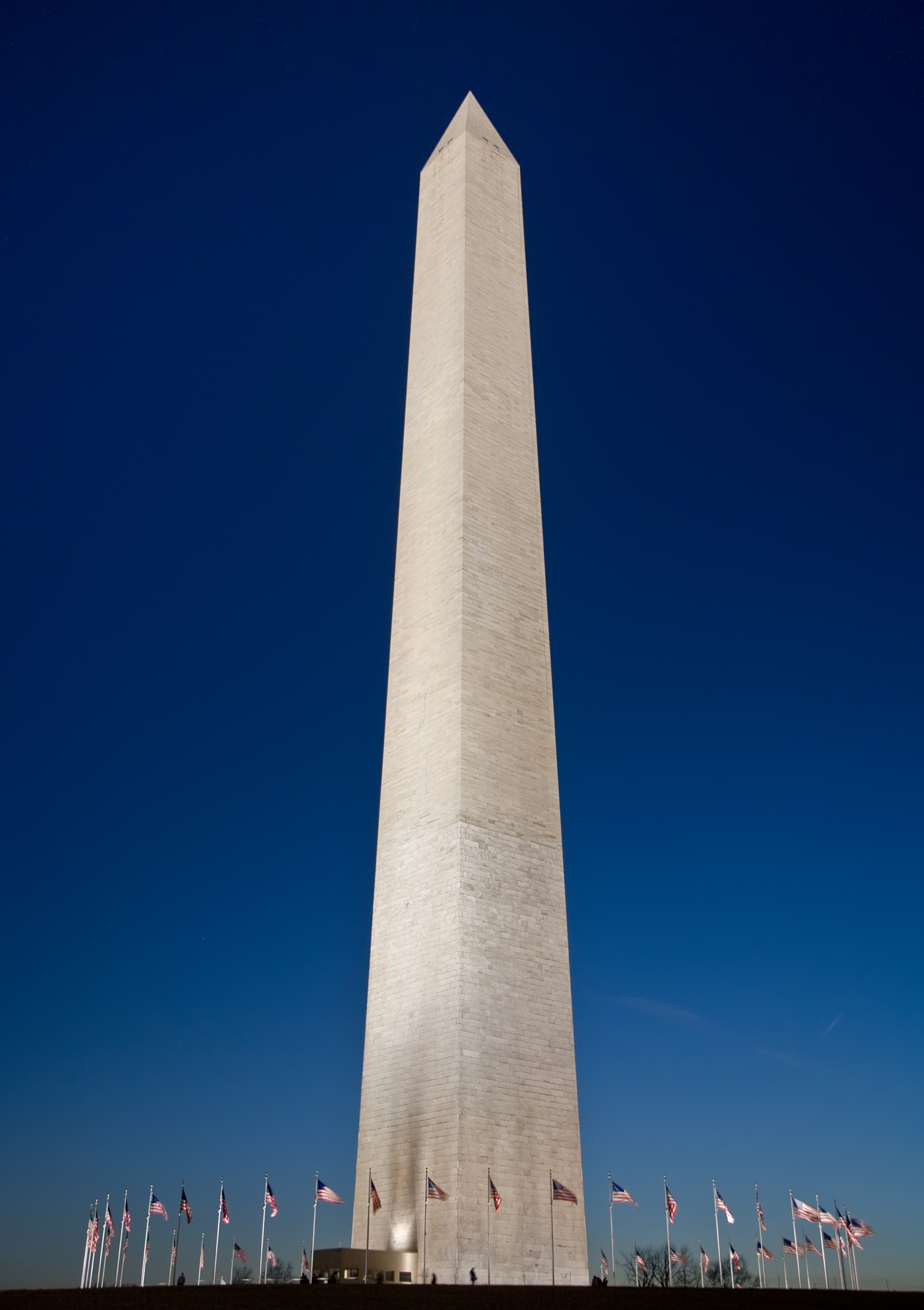
Monumentul lui Washington

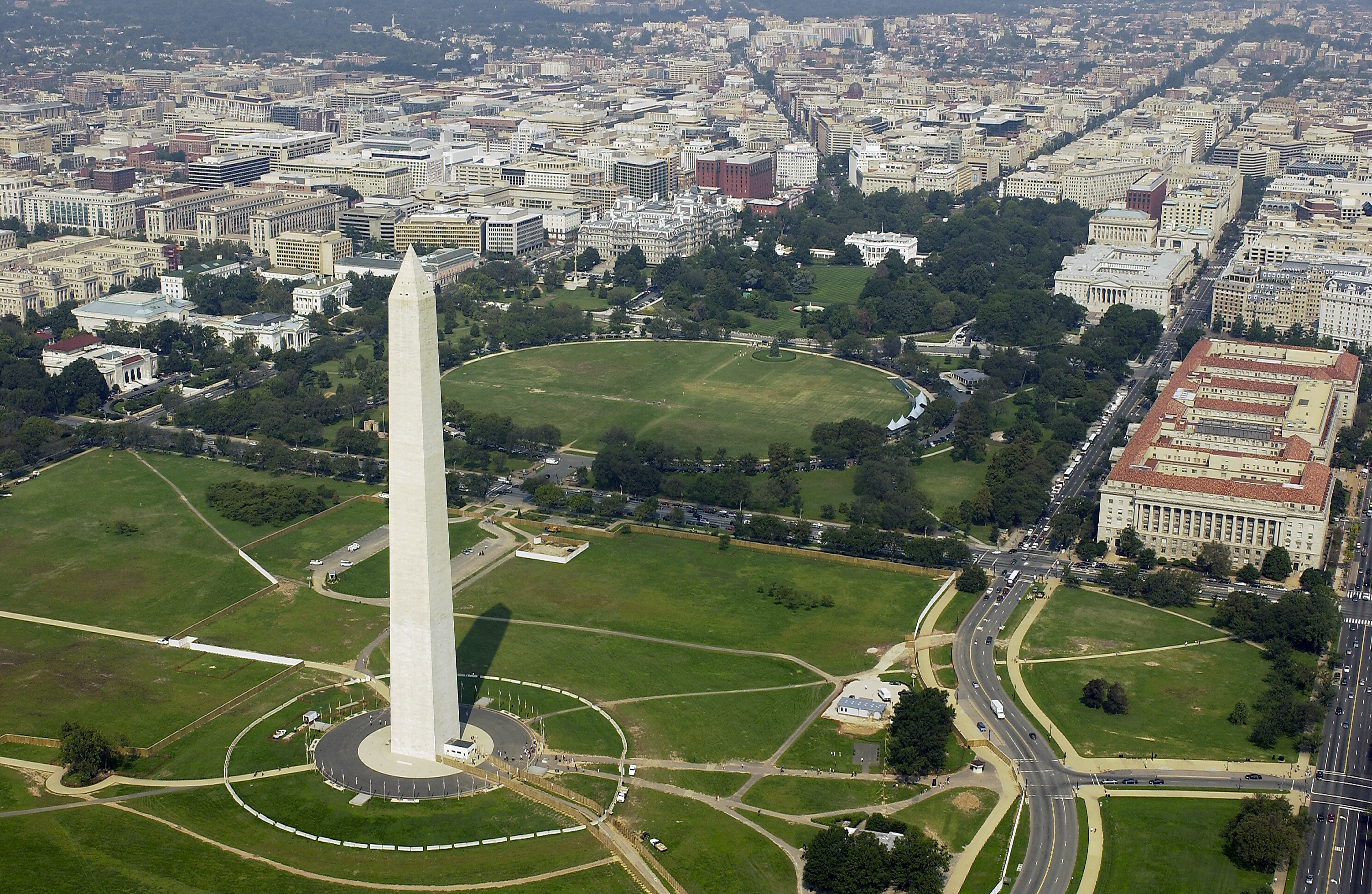
Monumentul lui Washington

Monumentul lui Washington este un obelisc aflat lângă National Mall din Washington, D.C., construit în memoria primului președinte al Statelor Unite ale Americii, George Washington. 
Monumentul, făcut din granit, marmură și gnais este cea mai înaltă structură din rocă și cel mai înalt obelisc din lume, având o înălțime de 169,294 metri. Acesta a fost proiectat de arhitectul Robert Mills în anii 1840. Construcția în sine a început în 1843, dar a fost terminată abia în 1894, la aproape 30 de ani după moartea arhitectului. Întârzierea a fost cauzată în mare parte de lipsa de fonduri și de Războiul Civil American. Diferența de nuanță de la marmura aflată la peste 46 de metri este o dovadă a faptului că construcția a fost oprită pentru mai mulți ani.
Când a fost terminat, în 9 octombrie 1888, monumentul era cea mai înaltă structură din lume, titlu ce fusese deținut până atunci de Catedrala din Köln, și a rămas cea mai înaltă până în 1889, când a fost terminat Turnul Eiffel din Paris.